# Quận Sunflower, Mississippi
Quận Sunflower là một quận thuộc tiểu bang Mississippi, Hoa Kỳ.
Theo điều tra dân số của Cục điều tra dân số Hoa Kỳ năm 2000, quận có dân số 34.369 người. Quận lỵ đóng ở Indianola6.

## Địa lý
Theo Cục điều tra dân số Hoa Kỳ, quận có diện tích 1832 km2, trong đó có 35 km2 là diện tích mặt nước.

### Các xa lộ chính
- U.S. Highway 49W
- U.S. Highway 82
- Mississippi Highway 3
- Mississippi Highway 8
- Mississippi Highway 32

### Quận giáp ranh
- Quận Coahoma (bắc)
- Quận Tallahatchie (đông bắc)
- Quận Leflore (đông)
- Quận Humphreys (nam)
- Quận Washington (tây nam)
- Quận Bolivar (tây bắc)